# Dilkon
Dilkon (Navajo: Tsézhin Dilkǫǫh) ist ein Census-designated place im Navajo County im US-Bundesstaat Arizona.  Das U.S. Census Bureau hat bei der Volkszählung 2020 eine Einwohnerzahl von 1.194 auf einer Fläche von 43,5 km² ermittelt. 
Das Dorf liegt in der Navajo Nation auf 1794 m.

## Bildung
Dilkon liegt im Holbrook Unified School District. Die nächsten Schulen, die Holbrook Junior High School und die Holbrook High School, liegen in Holbrook.